# Croomia
Croomia es un género de plantas herbáceas perteneciente a la familia Stemonaceae. Cuatro especies son conocidas . Croomia heterosepala y C. japonica se encuentran en Japón y  C. pauciflora en el sudeste de los EE. UU.
Crecen en bosques húmedos y tienen pequeñas flores que se producen por debajo de las hojas.

## Especies seleccionadas
- Croomia heterosepala
- Croomia japonica
- Croomia kiusiana
- Croomia pauciflora